# Jose Mascarel

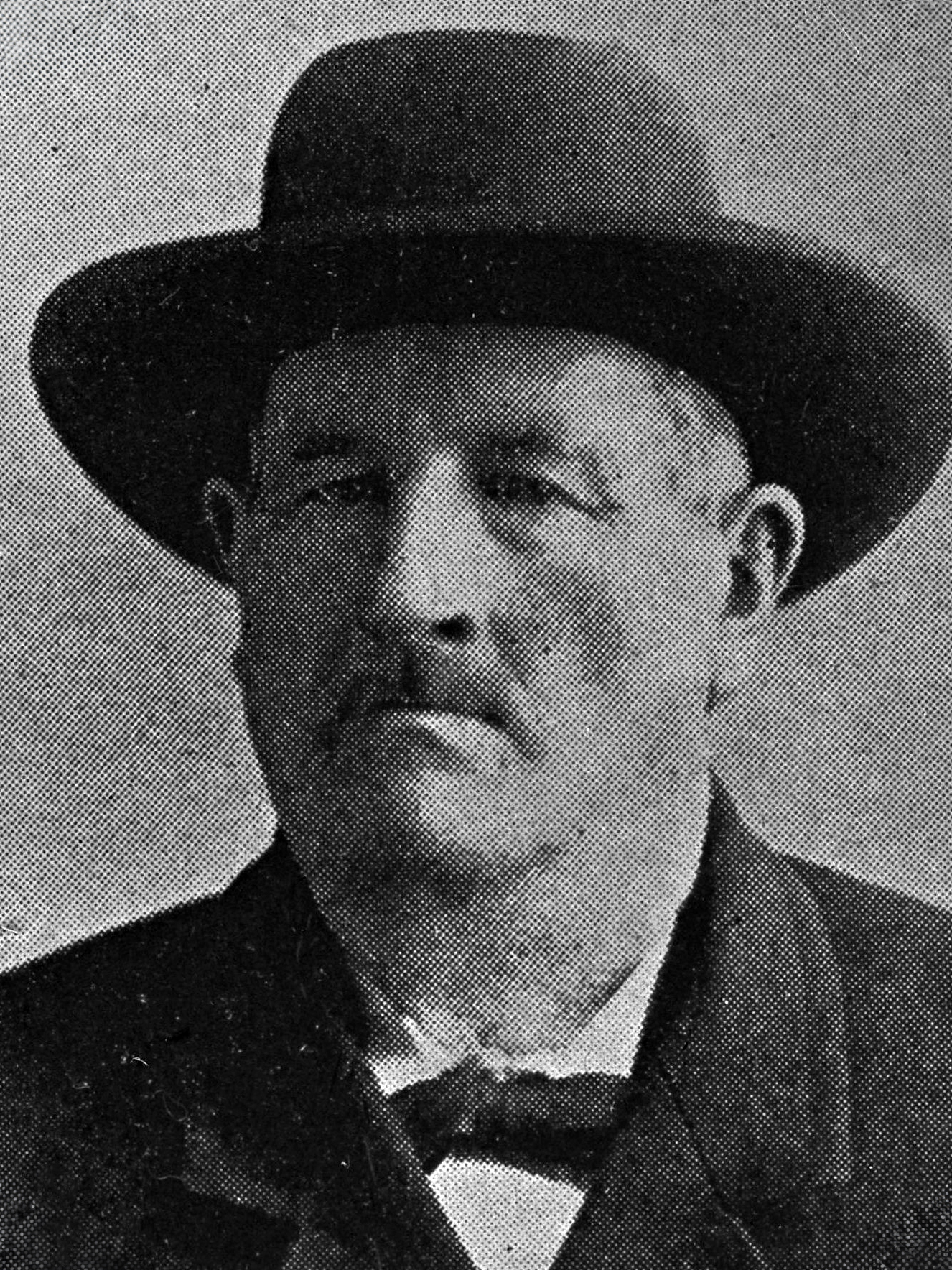
Jose Mascarel (um 1920)

Jose Mascarel (* 18. April 1816 in Marseille, Frankreich; † 6. Oktober 1899 in Los Angeles, Kalifornien) war ein US-amerikanischer Politiker französischer Herkunft. In den Jahren 1865 und 1866 war er Bürgermeister der Stadt Los Angeles.

## Werdegang
Bereits im Alter von elf Jahren heuerte Jose Mascarel auf einem französischen Handelsschiff als Matrose an. Im Alter von 21 Jahren trat er für vier Jahre in den Dienst der französischen Kriegsmarine. Danach war er Kapitän eines Handelsschiffes. Er sprach neben seiner französischen Muttersprache auch fließend Spanisch. Im Jahr 1844 ließ er sich im damals noch mexikanischen Los Angeles nieder, wo er den Rest seines Lebens verbrachte. Er arbeitete zunächst als Küfer. Danach gründete er eine Bäckerei. Später war er auch im Weingeschäft tätig. Er brachte es zu einigem Reichtum und trat als Investor bei der Farmers and Merchans Bank of Los Angeles auf. Überdies war er auch Landbesitzer. Im Jahr 1874 eröffnete er im späteren Stadtteil Hollywood das erste Warengeschäft.
In den 1860er Jahren schlug er als Mitglied der Republikanischen Partei eine politische Laufbahn ein. Zwischen 1864 und 1865 gehörte er dem Stadtrat von Los Angeles an. Von 1867 bis 1882 war er mit Unterbrechungen erneut Mitglied dieses Gremiums. Während des Bürgerkrieges stand er loyal zur Union und widersetzte sich Abspaltungstendenzen in seiner Heimat. 1865 wurde Mascarel zum Bürgermeister von Los Angeles gewählt. Dieses Amt bekleidete er zwischen dem 5. Mai 1865 und dem 10. Mai 1866.  Er setzte sich erfolglos für ein Verbot von Waffen in seiner Stadt ein. Im Umfeld von Los Angeles entstanden erste Ölfirmen. Jose Mascarel starb am 6. Oktober 1899 in Los Angeles.